# Angelo äger
Angelo äger (franska: Angelo la Débrouille, "Smarta Angelo"; internationellt marknadsförd som Angelo Rules) är en 3D-animerad TV-serie från 2010, som bland annat sänts i Cartoon Network i ett stort antal länder. Den har producerats av franska Teamto, med regi av Chloé Miller och med manus av Greg Grabianski och Anne D. Bernstein.

## Handling
Serien handlar om Angelo som bor med sin mamma, sin pappa, sin yngre bror och sin äldre syster. Familjen har även en katt. Angelo är vän med Sherwood och Lola.
Angelo bryter fjärde väggen vid flera tillfällen genom att tala till tittarna.

## Rollfigurer
- Angelo – Angelo är en elvaårig kille med gott självförtroende och positiv attityd, som gör upp olika planer som kan ge honom vad han vill ha.[7] Engelsk röst görs av Jennifer Visalli.[4]
- Sherwood – Sherwood är Angelos bästa vän. Han är skeptiskt lagd och anmärker på logiska luckor eller möjliga problem i Angelos planer. Han är även teknisk, påhittig och vältränad.[8] Engelsk röst av Aaron Conley.[4]
- Lola – Lola är en tolvårig flicka med rosa hår. Hon bor granne med Angelo och har de har varit vänner hela livet. Hon äger en mobiltelefon, till skillnad från de andra, och är bra att imitera röster.[9] Engelsk röst av Cassandra Morris.[4]
- Peter – Peter är Angelos sexåriga lillebror, lite envis. Ibland stör hans lekande Angelo, men han försvaras av modern.[10] Engelsk röst av Jackson Rheingold.[4]
- Elena – Elena är Angelos tråkiga 15-åriga storasyster, som hindrar Angelo och påpekar att han är för ung för att göra olika saker.[11]
- Angelos mamma. Engelsk röst av Gail Thomas.[4]
- Angelos pappa

## Produktion och distribution
Den första säsongens 78 avsnitt var drygt sju minuter långa. Under den andra säsongen var 46 av avsnitten 13 minuter långa och 3 avsnitt var 26 minuter. Dessutom sändes under första säsongen 30 enminuters avsnitt betitlade Angelo's Tips. Serien har sänts i 150 länder, bland annat som del av Cartoon Networks olika lokala versioner. Publicerade länder inkluderar Frankrike, Irland, Italien, Spanien, Sverige, Turkiet och Tyskland.

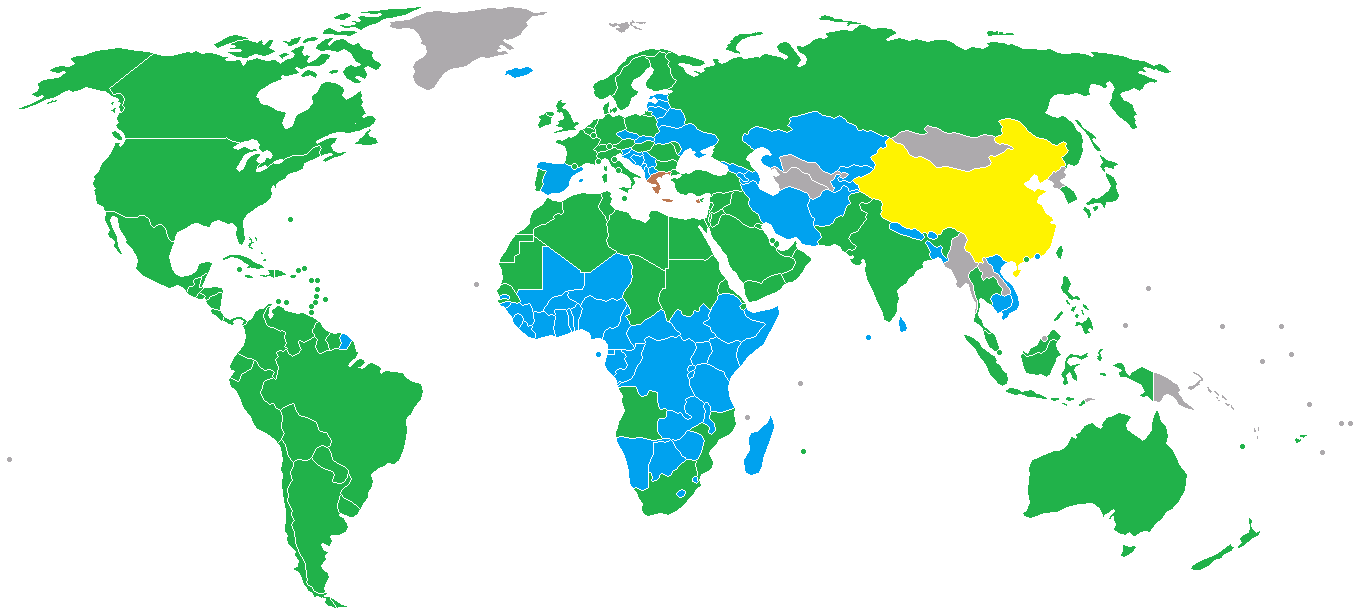
Angelo äger distribueras internationellt via Cartoon Network. Den har dock inte sänts i CN-kanalerna i USA eller Japan.

I ursprungslandet Frankrike har serien sänts på France 3 och Télétoon+. Internationellt, inklusive i Sverige, har den distribuerats på kabelkanalen Cartoon Network. Den har dock varken sänts på Cartoon Networks versioner i USA eller Japan.[källa behövs] Andra europeiska TV-distributörer har varit italienska RAI, tyska Super RTL och spanska (katalanska) TVE Catalunya. 
Mellan juli och december 2011 sändes de korta (30 × 1 minut) Angelo's Tips-episoderna i formatet VOD 3D relief på nätverket för spelkonsolen Nintendo 3DS.

## Stil och inspiration
TV-serien, producerad som 3D-animation i ett högt barn-TV-tempo, är inspirerad av bokserien Comment faire enrager ("Hur man retar upp folk") av Sylvie de Mathuisieulx och Sébastien Diologent. Regissören Miller säger sig i sitt filmskapande vara inspirerad av de japanska anime-regissörerna Isao Takahata och Hayao Miyazaki, den förstnämnde för hans känsliga relationsberättelser och den sistnämnde för hans magiska världar.

## Specialvisningar, priser och nomineringar
- 2009: 1:a plats vid MIPCOM Junior-visning, Frankrike[16]
- 2010: Pulcinella Award för bästa barnserie vid Cartoons on the Bay-festivalen, Italien
- 2011: Utvald film vid Annecys internationella festival för animerad film, Frankrike[17]
- 2011: Utvald film vid Banff Media Festival, Kanada[18]
- 2011: Utvald film vid den internationella festivalen för barn- och ungdomsfilm, Zlín, Tjeckien
- 2011: Barnjuryns pris – animerad TV-serie vid Chicago International Children Film Festival, USA[19]
- 2011: Utvald till att tävla om priset för bästa TV-seriebearbetning vid Salon du Livre et de la Presse Jeunesse i Montreuil, Frankrike
- 2012: Utvald film vid Animamundi-festivalen, Brasilien[20]